# Drepanocentron turvasu
Drepanocentron turvasu is een schietmot uit de familie Xiphocentronidae. De soort komt voor in het Oriëntaals gebied.